# Mecanicul (film din 2011)
Mecanicul (original The Mechanic) este un thriller de acțiune american, lansat în 2011, cu Jason Statham în rolul principal. Filmul este regizat de Simon West, după filmul omonim din 1972 (care l-a avut pe Charles Bronson în rolul principal). Statham joacă rolul lui Arthur Bishop, un asasin profesionist specializat în tehnicile de ascundere a locului faptei, reușind să dea întotdeauna aparență de accident, sinucidere sau crime minore. Filmul a debutat pe 27 ianuarie în Republica Moldova și pe 4 martie în România.